# Roberto Iadicicco

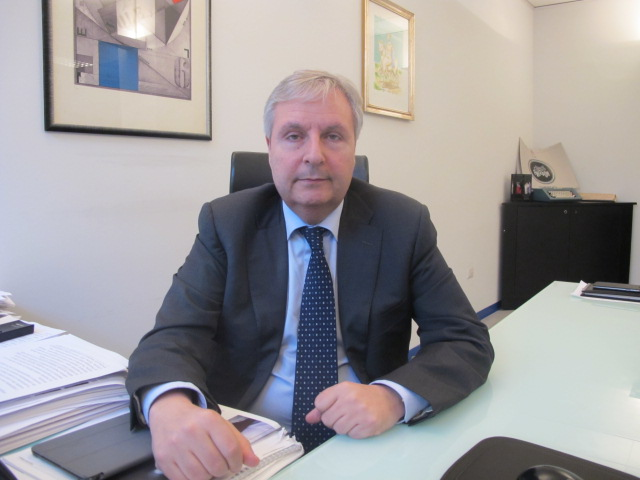
Roberto Iadicicco.

Roberto Iadicicco (Roma, 18 ottobre 1961) è un giornalista italiano.

## Biografia
Dopo la laurea in Medicina e Chirurgia all'Università La Sapienza di Roma ed aver svolto per alcuni anni la professione di medico presso istituti penitenziari, ha abbracciato il mondo del giornalismo. 
Nei primi anni '90 è stato il responsabile del settore medicina e sanità dell'Adnkronos diventando poi Direttore di Adnkronos Salute nel 1997, successivamente per Adnkronos ha ricoperto la carica di vicecaporedattore degli interni fino al 2000. 
È stato poi responsabile della comunicazione della ricerca scientifica e delle relazioni istituzionali dell'Università Cattolica del Sacro Cuore. Capo ufficio stampa e portavoce del Ministro della Salute Girolamo Sirchia e direttore generale della comunicazione e relazioni istituzionali del ministero della salute.
Ha presieduto numerose commissioni ministeriali e il Comitato strategico sulle campagne di comunicazione sul corretto uso dei farmaci. Consigliere di amministrazione dell'Agenzia italiana del farmaco (AIFA), si è occupato dei rapporti con le associazioni dei consumatori.
Iadicicco è stato direttore responsabile dell'Agenzia giornalistica Italia (AGI) dal 24 novembre 2010 al 30 settembre 2016. Già come vicedirettore, con delega alle nuove iniziative editoriali, ha dato impulso ai canali tematici Salute, Alimentazione e Ricerca e Sviluppo.
Dal 1 ottobre 2016 è responsabile comunicazione esterna di Eni Foundation.
Nel 2017 è nominato Vice President, responsabile Comunicazione salute di ENI Spa. 
Nel 2020 è nominato Vice President comunicazione e promozione salute di ENI Spa. 
È docente di comunicazione d’impresa presso la Facoltà di Medicina e Chirurgia dell'Università Cattolica del Sacro Cuore.
È stato docente di Comunicazione della salute all'Università degli Studi di Roma Foro Italico (IUSM) e professore di giornalismo e politica internazionale presso l'università Lumsa. Nell'ambito dell'attività didattica ha coordinato il corso di perfezionamento in Comunicazione della salute presso la Facoltà di Medicina e Chirurgia dell'Università Cattolica del Sacro Cuore di Milano. Componente della Commissione nazionale lotta all'Aids, è stato membro del Consiglio superiore di sanità.
È stato inoltre giornalista parlamentare.
Ha diretto i portali web Agichina.it, Agiarab.com, Agienergia.it e la rivista internazionale sul dialogo interculturale «Papers of dialogue», oggi «Dialogue».
Dal 17 agosto 2023 è Commissario straordinario del Parco regionale naturale dell'Appia Antica
Dal 1 ottobre 2024 è responsabile della Comunicazione Istituzionale della Regione Lazio

## Riconoscimenti
- Premio “Amico del consumatore” (2009)
- Premio “Giovanni Maria Pace” per la divulgazione scientifica (2009)
- Premio Amalfi media coast award (oggi Biagio Agnes) per l'informazione scientifica (2010) [4]
- Croce al merito dell'ordine melitense (2023)

## Onorificenze
- Grande Ufficiale dell'Ordine al merito della Repubblica Italiana
- Medaglia d'argento ai benemeriti della salute pubblica